# Ибрахим Афелај
Ибрахим Афелај (хол. Ibrahim Afellay; Утрехт, 2. април 1986) бивши је холандски фудбалер који је играо као офанзивни везни или бочни везни играч. Описан је као моћни и динамични играч са одличном контролом лопте и могућношћу да убрза игру ка голу.
Играо је за холандски млади национални тим и сениорској репрезентацији, за коју је наступао на Европском првенству 2008. и 2012, и на Светском првенству 2010.
Раније је играо за ПСВ Ајндховен чији је био капитен, са којим је освојио четири државна првенства. Проглашен је за Најбољег младог играча у Холандији за 2007. годину.